# A teljes igazság (film, 2016)
A teljes igazság (eredeti cím: The Whole Truth) 2016-ban bemutatott amerikai filmthriller, amelyet Nicholas Kazan forgatókönyve alapján Courtney Hunt rendezett.
A főbb szerepekben Keanu Reeves, Renée Zellweger, Gugu Mbatha-Raw, Gabriel Basso és James Belushi láthatók.
A Lionsgate Premiere forgalmazásában 2016. október 21-én került mozikba az Amerikai Egyesült Államokban. Magyarországon a Digi Film mutatta be 2017. augusztus 22-én.

## Szereplők
| Szereplő                                                                                                | Színész               | Magyar hang        |
| --- | --------------------- | ------------------ |
| Ramsey                                                                                                  | Keanu Reeves          | László Zsolt       |
| Loretta                                                                                                 | Renée Zellweger       | Nagy-Kálózy Eszter |
| Janelle                                                                                                 | Gugu Mbatha-Raw       | Bánfalvi Eszter    |
| Mike | Gabriel Basso         | Baráth István      |
| Boone                                                                                                   | James Belushi         | Kőszegi Ákos       |
| Leblanc                                                                                                 | Jim Klock             | Görög László       |
| Arthur Westin                                                                                           | Sean Bridgers         | Dévai Balázs       |
| Legrand                                                                                                 | Christopher Berry     | Jászberényi Gábor  |
| Robichaux bíró                                                                                          | Ritchie Montgomery    | Dunai Tamás        |
| Angela Morley                                                                                           | Nicole Barré          | Bozó Andrea        |
| Limuzinsofőr                                                                                            | Lucky Johnson         | Gyurity István     |
| Steed őrmester                                                                                          | Lyndsay Kimball       | Bertalan Ágnes     |
| Graves nyomozó                                                                                          | Jason Kirkpatrick     | Hajdu Steve        |
| Technikus                                                                                               | Thomas Francis Murphy | Rosta Sándor       |
| További magyar hangok                                                                                   |                       |                    |
| Hám Bertalan, Miklós Eponin, F. Nagy Eszter, Orbán Gábor, Potocsny Andor, Szrna Krisztián, Vámos Mónika |                       |                    |